# Biblioteca pública Rafael Alberti
La Biblioteca Pública Rafael Alberti forma parte de la red de servicios públicos de lectura de la Comunidad de Madrid (España). Está ubicada en el n.º 38 de la Calle de Sangenjo, en el distrito de Fuencarral-El Pardo de la capital. Es así llamada en honor al poeta gaditano Rafael Alberti. 

## Historia
En 1997 la Comunidad de Madrid eligió el proyecto del arquitecto Andrés Perea Ortega para la construcción de un nuevo edificio de su red pública de bibliotecas, destinado al distrito de Fuencarral-El Pardo de la capital.
El edificio se terminó de construir, sobre un antiguo solar abandonado, en 1998. Este mismo año recibió el Premio de Urbanismo, Arquitectura y Obra Pública del Ayuntamiento de Madrid, que este otorga anualmente a una obra destacada de nueva planta erigida en la ciudad. En 1999 se decidió rememorar al poeta gaditano Rafael Alberti, fallecido ese mismo año, y la biblioteca fue bautizada en su honor. A partir de entonces fue acumulando sus primeros fondos bibliográficos, al tiempo que la Comunidad buscaba personal para trabajar en el centro. Finalmente, la biblioteca fue inaugurada oficialmente en noviembre de 2000.

## Descripción

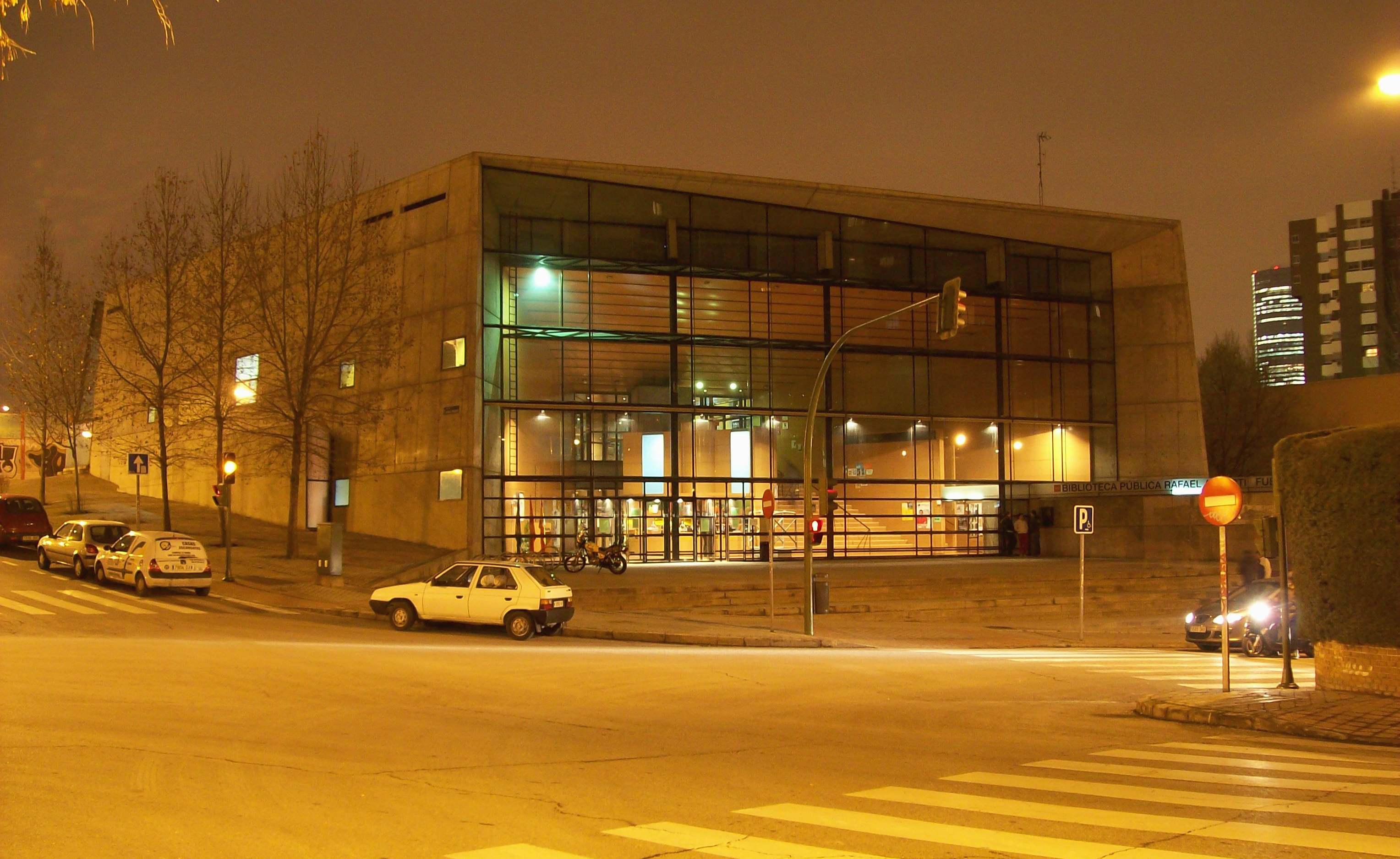
Vista nocturna.

Es un edificio moderno, de planta trapezoidal, con fachadas de hormigón armado excepto la principal, acristalada, que es la de mayor altura y en la que figura la entrada. Es una construcción sólida y sencilla de dos plantas, en la que las salas reciben luz natural a través de un patio central acristalado. Asimismo, algunas ventanas aparecen giradas, como elemento decorativo. En el lado oeste de la parcela, frente a la entrada, hay una explanada de hormigón y un aparcamiento para bicicletas. Las instalaciones cuentan con: sección infantil, audiovisuales, centro de interés cultural ruso, centro de prensa, centro de estudios y narrativa, aseos, información y un ascensor.
En octubre de 2022, la biblioteca cuenta con un fondo de más de 132 000 documentos, y una superficie útil de 3 889 m².

## Accesos
A la biblioteca se puede llegar muy fácilmente en transporte público, pudiendo utilizar las líneas de autobús de la EMT Madrid 67 y 83, y también desde la estación de Ramón y Cajal de Cercanías Madrid, perteneciente a las líneas C2, C3, C7 y C8.

## Galería: exterior

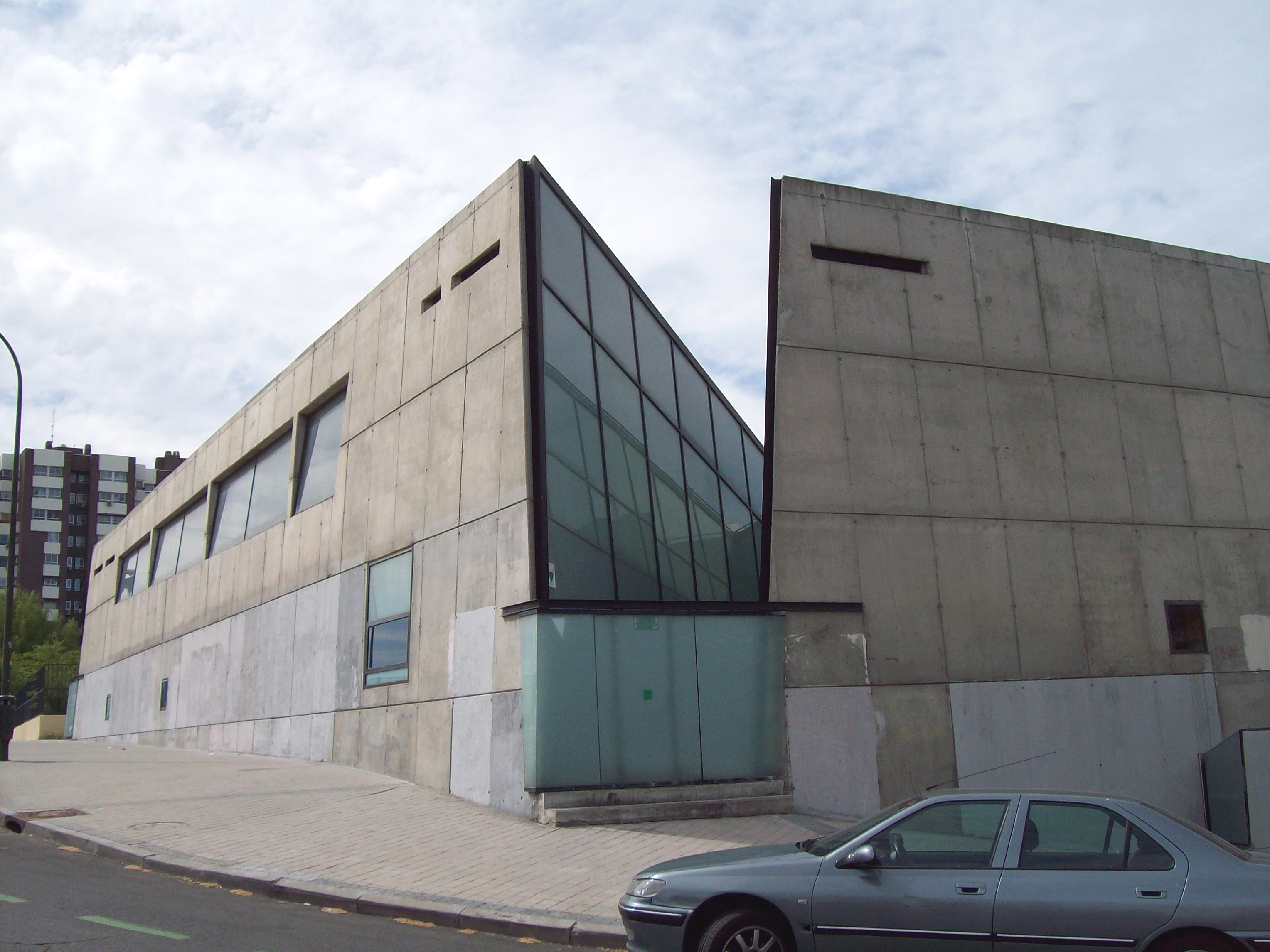
Biblioteca Pública Rafael Alberti. Fuencarral-El Pardo
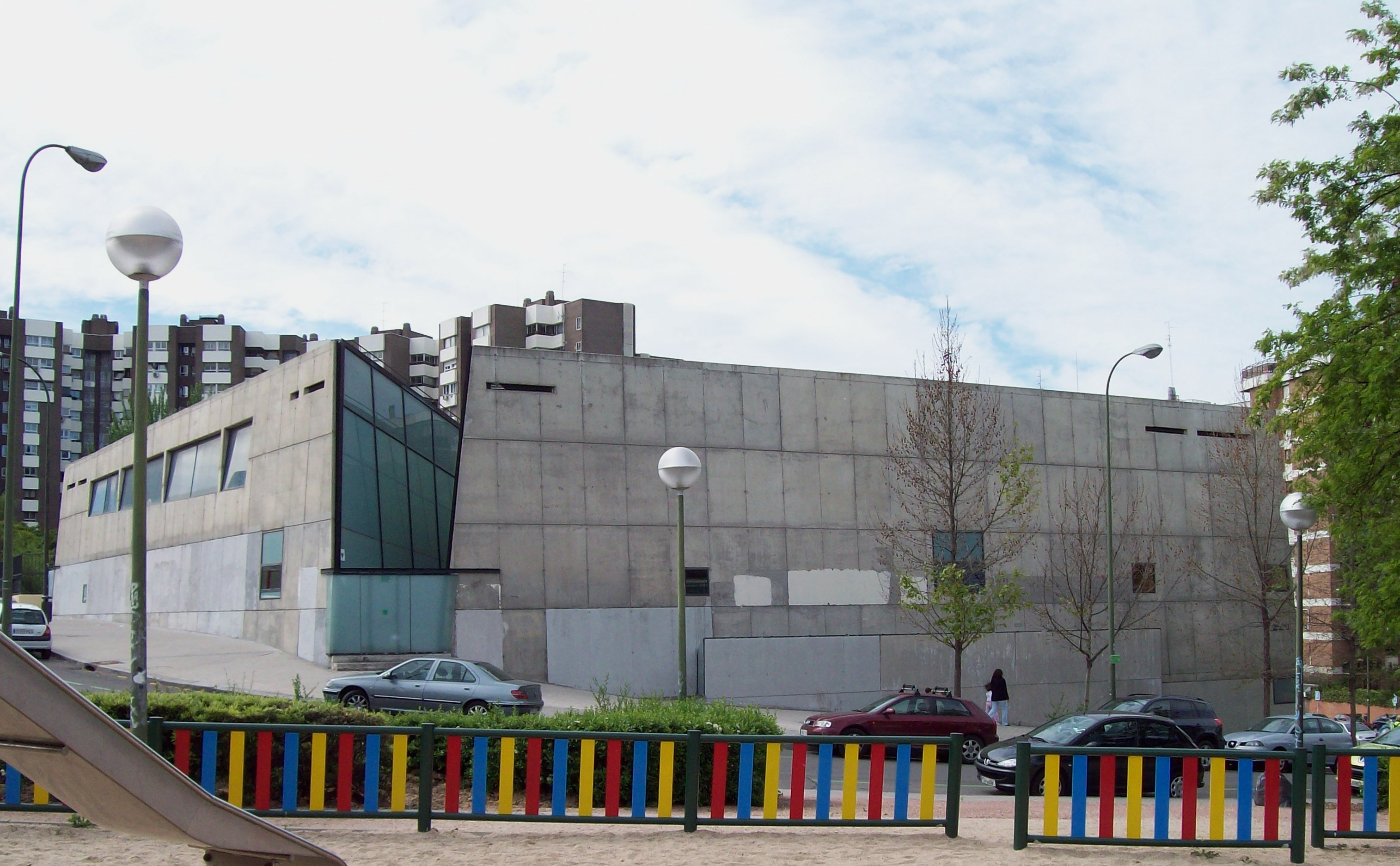
Biblioteca Pública Rafael Alberti. Fuencarral-El Pardo
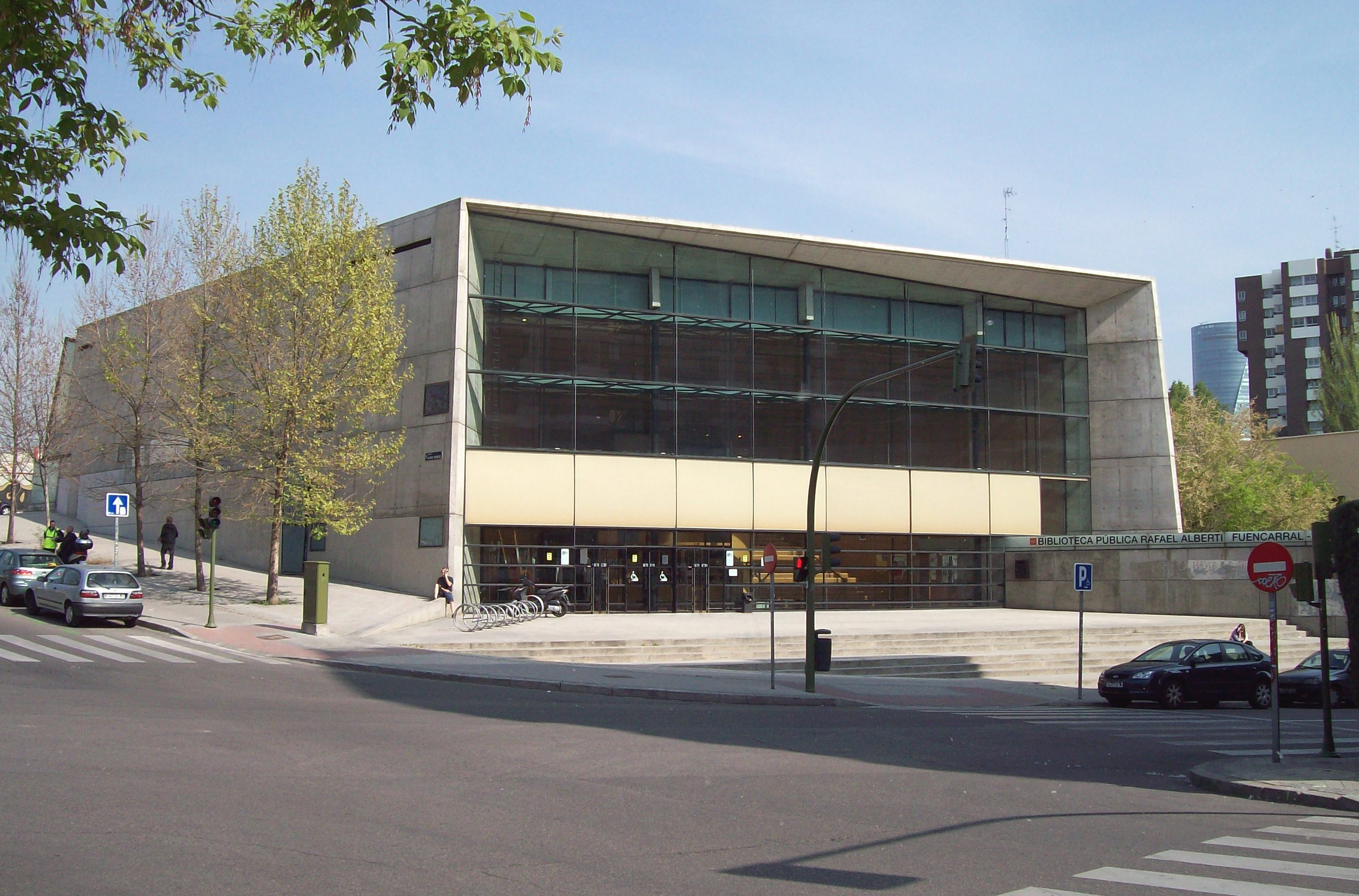
Biblioteca Pública Rafael Alberti. Fuencarral-El Pardo